# Казабланка
Казабланка (на испански: Касабланка, „бяла къща“; на арабски: الدار البيضاء, ад-Дāр ал-Бейда; на марокански арабски: Дар Бейда; на берберски: Тадарт Тасхемлалт) е град-мегаполис в Западно Мароко на брега на Атлантическия океан. Административен център на регион Казабланка – Сетат. Един от най-модерните градове на Мароко, делови център на страната. Най-големият град в Мароко.

## Население
Населението на града е 4 150 000 души (според данни от 2013 г.), което го прави най-големия град в Кралство Мароко. Казабланка е най-голямото пристанище на страната, той е важно международно летище и е икономическият център на Мароко. Градът има напълно модерен, космополитен облик и атмосферата му е много по-близка например до Марсилия отколкото до останалите градове в Мароко.

## История
Областта, в която днес е разположен град Казабланка, е населена от 7 век от берберски племена. По-късно с арабското нашествие се образува малко независимо кралство, наречено Анфа, просъществувало до 1068 г., когато е покорено от Алморавидите. През 14 век, под властта на Маринидите, Анфа се налага като важно пристанище.
През ранния 15 век градът отново се обособява като независимо държавно образувание и дава укритие в пристанището си на много пирати. Това води до опустошаването му през 1468 г. от португалци. Пак те, през 1515 г., го възстановяват от развалините и го наричат Каза Бранка (на португалски Casa Branca). Напускат го след голямо земетресение, което през 1755 г. унищожава по-голямата част от постройките.
Казабланка е възстановена от султан Сиди Мохамед III (1756 – 1790). Градът остава с 2 имена със значение „бяла къща“ – Дар ел-Бейда и Казабланка.
През Вторта световна война тук е проведена историческата Конференция в Казабланка. В тези години градът е и легендарният фокус на световния шпионаж, блестящо претворен в култовия филм „Казабланка“ от Хъмфри Богарт и Ингрид Бергман. От него се поражда традицията влюбени от цял свят да идват за да се целуват тук пред океанския прибой, на който е посветена песента „Целувката е целувка в Казабланка“ на Джесика Джей, оригиналът на Бърти Хайгинс, световният хит на Алабина (Los Niños de Sara и Ищар) – „Казабланка“ и т.н

## Климат
Според климатичната класификация на Кьопен, климатът е мек средиземноморски. Климатът в Казабланка е силно повлиян от студените течения от Атлантическия океан, които са причина за ниската разлика в температурите през различните сезони и липсата на много високи и много ниски температури. През годината се наблюдават средно 74 дни със значителни валежи и средно количество на валежите от 427 мм годишно. Най-високата измерена температура е 40.5 °C, а най-ниската: -2.7 °C. Най-високото количество на валежите за един ден е 178 мм (30 ноември 2010 година).
| Климатични данни за Казабланка     | Климатични данни за Казабланка | Климатични данни за Казабланка | Климатични данни за Казабланка | Климатични данни за Казабланка | Климатични данни за Казабланка | Климатични данни за Казабланка | Климатични данни за Казабланка | Климатични данни за Казабланка | Климатични данни за Казабланка | Климатични данни за Казабланка | Климатични данни за Казабланка | Климатични данни за Казабланка | Климатични данни за Казабланка |
| Месеци                             | яну.                           | фев.                           | март                           | апр.                           | май                            | юни                            | юли                            | авг.                           | сеп.                           | окт.                           | ное.                           | дек.                           | Годишно                        |
| Средни максимални температури (°C) | 17,1                           | 17,5                           | 18,3                           | 19,5                           | 21,1                           | 23,3                           | 25,4                           | 25,9                           | 25,4                           | 23,3                           | 20,3                           | 17,8                           |                                |
| Средни температури (°C)            | 12,8                           | 13,4                           | 14,1                           | 15,4                           | 17,5                           | 20,2                           | 22,4                           | 22,7                           | 21,7                           | 19,2                           | 16,1                           | 13,5                           |                                |
| Средни минимални температури (°C)  | 8,4                            | 9,2                            | 9,9                            | 11,5                           | 14,0                           | 17,1                           | 19,3                           | 19,5                           | 18,2                           | 15,2                           | 11,8                           | 9,3                            |                                |
| Средни месечни валежи (mm)         | 62,2                           | 59,0                           | 50,7                           | 40,2                           | 18,8                           | 5,8                            | 0,7                            | 0,4                            | 4,9                            | 31,1                           | 74,4                           | 77,6                           |                                |
| Брой на дните с валежи             | 9.8                            | 9.3                            | 9.1                            | 8.7                            | 5.4                            | 2.6                            | 0.4                            | 0.4                            | 2.1                            | 6.2                            | 9.7                            | 10.2                           |                                |
| ---------------------------------- | ------------------------------ | ------------------------------ | ------------------------------ | ------------------------------ | ------------------------------ | ------------------------------ | ------------------------------ | ------------------------------ | ------------------------------ | ------------------------------ | ------------------------------ | ------------------------------ | ------------------------------ |
| Източник: www.weather.gov.hk       |                                |                                |                                |                                |                                |                                |                                |                                |                                |                                |                                |                                |                                |

## Културни забележителности
Най-известната забележителност в Казабланка е джамията „Хасан II“ – най-голямата модерна джамия в целия ислямски свят. Тя отстъпва по големина, както изисква канонът, само на древната Масджид ал-Харам в Мека. „Хасан II“ е построена от 1986 до 1993 г. от краля на Мароко в чест на баща му Хасан II по проект на френския архитект Мишел Пинсо. Вътрешността ѝ побира до 25 000 вярващи. Минарето ѝ е високо 210 метра. В джамията влизането на немюсюлмани е ограничено, но се допуска на групи няколко пъти дневно, извън тях това понякога е възможно срещу определен „бакшиш“. Архитектурната стилистика е типична за традиционната ислямска храмова архитектура в Магреба, но се отличава със силно впечатляваща колосалност и изумителни орнаменти. Издигната е на обширен стилобат на самия бряг на Атлантическия океан, неговите приливи и отливи и гледката на високите вълни внушително допълват възприятието на храма.
Друг забележителен обект е фарът на Казабланка. Със своя висок 45 метра силует неговата кула, издигната в 1905 г., доминира крайбрежните плажове и заведения.

## Международни отношения
Побратимени градове
- Алжир, Алжир
- Бордо, Франция (от 1988)
- Брюксел, Белгия
- Джакарта, Индонезия
- Джида (град), Саудитска Арабия
- Дубай, Обединени арабски емирства
- Измир, Турция (от 1999)
- Куала Лампур, Малайзия[1]
- Монреал, Канада (от март 1999)
- Рим, Италия
- Санкт Петербург, Русия
- Токио, Япония
- Чикаго, САЩ (от 1982)
- Шанхай, Китай (от 1986)

Партньори
- Марсилия, Франция (от 1998)
- Париж, Франция (от 2004)